# David Jiménez Sardón
David Aníbal Jiménez Sardón es un político peruano. Fue Presidente Regional de Puno entre 2003 y 2006.
Su primera participación política se dio en las elecciones generales del 2001 en las que postuló al Congreso por Unión por el Perú por el departamento de Puno sin éxito. Participó luego en las elecciones regionales del 2002 como candidato a la presidencia del Gobierno Regional de Puno por el Movimiento por la Autonomía Regional Quechua y Aymara "MARQA" logrando ser elegido como el primer presidente de esa región. Tentó su reelección en las elecciones regionales del 2006 pero no obtuvo la elección quedando en octava posición con sólo el 5.676% de los votos.
En el año 2016 fue absuelto, tras un juicio de casi 14 años, de los cargos de desaparición de veinte millones de soles destinados por el gobierno central para apoyar a los damnificados por el friaje en su región en el año 2003.